# Басайчук, Галина Михайловна
Галина Михайловна Басайчук (родилась 3 августа 1967 года) — российская хоккеистка на траве и хоккейный тренер, игравшая на позиции нападающей. Мастер спорта России международного класса по хоккею на траве и по индор-хоккею. Ныне — преподаватель ГБПОУ «Московский государственный образовательный комплекс», инструктор секции флорбора Центра детских и молодёжных социальных инициатив «Крылья» (г. Москва, район Покровское-Стрешнево) и тренер по флорболу и мини-футболу

## Биография
Окончила Национальный университет физического воспитания и спорта Украины. Как игрок, выступала за московский клуб «Динамо-ЦОП Москомспорт» (ранее ЦФиС МП), в 2012 году завершила игровую карьеру в составе петербургского «Метростроя». В составе сборной России играла на чемпионате мира 2002 года.
С 2005 года работает в ГБПОУ «Московский государственный образовательный комплекс», занимается тренерской и воспитательной работой, отмечена благодарностью Мэра Москвы «За заслуги в педагогической деятельности и плодотворную работу в сфере образования в городе Москве». Тренировала команду московского техникума МГТТиП по футболу (3-е место на турнире машиностроителей Москвы в 2015 году). Работает также в региональной общественной организации содействия инвалидам с детства «Вита».